# Ateleopus japonicus
Ateleopus japonicus е вид лъчеперка от семейство Ateleopodidae. Видът не е застрашен от изчезване.

## Разпространение и местообитание
Разпространен е във Виетнам, Китай, Малайзия, Нова Каледония, Провинции в КНР, Тайван и Япония.
Среща се на дълбочина от 100 до 333 m, при температура на водата около 11,7 °C и соленост 34,5 ‰.

## Описание
На дължина достигат до 95 cm.
Популацията на вида е стабилна.